# Вольбахии
Вольбахии (лат. Wolbachia) — род грамотрицательных плеоморфных бактерий из семейства Ehrlichiaceae класса альфа-протеобактерий, облигатные внутриклеточные симбионты членистоногих и нематод-филярий. Обнаружены впервые в 1924 году у обыкновенного комара Маршаллом Хертигом и Симеоном Бёртом Вольбахом. Формальное описание было опубликовано в 1936 году Хертигом, который назвал новый род в честь своего коллеги. Типовой и условно единственный вид — Wolbachia pipientis. По мнению ряда систематиков Wolbachia melophagi принадлежит другой ветви протеобактерий (порядок Rhizobiales) и должна быть исключены из состава рода.

## Биологические свойства
Вольбахии обладают грамотрицательным морфотипом, то есть окружены двумя билипидными мембранами и потому не окрашиваются по Граму. Для вольбахий описано три крайних типа формы клетки: малые палочки (0,5—1,3 мкм в длину), коккоиды (0,25—1 мкм) и крупные палочки (1—1,8 мкм в диаметре). Размножаются внутри клеток членистоногих и нематод. На питательных средах не культивируются, однако культивирование на клеточных линиях насекомых оказалось успешным.

## Патогенность
Бактериями рода Wolbachia инфицировано по некоторым оценкам около 20 % всех видов насекомых, а также многие виды других групп членистоногих и филярий. Основные эффекты, индуцируемые вольбахиями:
- Андроцид — дегенерация эмбрионов мужского пола некоторых жуков, бабочек и мух[5][6][7].
- Партеногенез — изменение хода развития яиц у некоторых наездников, приводящее к появлению в потомстве исключительно самок. Механизм действия таких линий вольбахий основан на остановке первого митотического деления гаплоидной (то есть неоплодотворённой) зиготы после метафазы. В результате происходит удвоение хромосом и формируется женский диплоидный эмбрион, а не мужской гаплоидный[8].
- Феминизация — процесс превращения самцов некоторых чешуекрылых и мокриц в самок путём ингибирования развития андрогенной железы и выработки андрогена, а также подавления действия андрогена на клетки-мишени[9][10][11]. Помимо этого у бактерии есть и вторая феминизирующая особенность: после искусственной пересадки вольбахий самцы-реципиенты приобретают фенотип интерсексов, что связано с действием бактерий на уже развитую андрогенную железу.
- Цитоплазматическая несовместимость — проявляется в быстрой дегенерации эмбрионов, полученных путём оплодотворения яйцеклеток инфицированным самцом[12]. Цитоплазматическая несовместимость является самым распространённым эффектом, вызываемым вольбахией, и бывает односторонней и двусторонней. Односторонняя наблюдается при скрещивании заражённых самцов и незаражённых самок — происходит полное или частичное разрушение мужского хромосомного набора после оплодотворения. Двусторонняя несовместимость наблюдается, если самка и самец инфицированы различными штаммами вольбахии, при этом наблюдается почти полная репродуктивная изоляция. Однако если самка заражена тем же самым штаммом вольбахии, что и самец, отцовские хромосомы не разрушаются, и из яйца развивается нормальная заражённая особь.

## Положительное действие на хозяина
Помимо вреда, вольбахии приносит своим хозяевам и пользу. После излечения от бактерий отмечается снижение плодовитости и приспособленности некоторых насекомых. Бактерии рода Wolbachia также необходимы для нормальной жизнедеятельности филярий, в связи с чем идут поиски метода излечения филяриозов путём уничтожения симбиотических Wolbachia.

## Встраивание геновWolbachiaв геном её хозяина
Недавно было доказано проникновение генов вольбахии в геном её хозяев у нескольких видов филярий и насекомых. В геноме Drosophila ananassae обнаружен почти полный геном вольбахии (> 1 млн пар оснований), в геноме других видов хозяев — его фрагменты (от примерно трети генома до коротких фрагментов в 500 пар оснований). Для жука Callosobruchus chinensis, хромосома которого содержит большой фрагмент генома вольбахии, показано, что гены вольбахии транскрипционно не активны, большинство из них превратились в псевдогены. По предположению изучавших это явление учёных, оно происходит во время репарации ДНК хозяина, гены вольбахии случайно попадают в ядро и по ошибке сшиваются с геномом клетки репаративными ферментами.

## Паразиты
На вольбахии паразитирует вирус Wolbachia phage WO.